# Дела общественные
Дела общественные (чеш. Věci veřejné) — правоцентристская политическая партия в Чехии, основанная в 2001 году писателем, сценаристом и телеведущим Радеком Йоном. Распущена в 2015 году.
Программа партии включает в себя элементы прямой демократии. Позиция партии по многим вопросам формируется с помощью голосований на официальном сайте. Спонсором партии является чешский медиамагнат Яромир Соукуп.
На выборах в Европарламент 2009 года партия получила 56 636 (2,4 %) голосов и не смогла провести ни одного депутата. На парламентских выборах 2010 года партия прошла в Палату депутатов чешского парламента, набрав 569 127 (10,88 %) голосов и получив 24 депутатских мандата.
В коалиционном правительстве партия получила 4 министерских портфеля (6 мест получила Гражданская демократическая партия, 5 — ТОП 09). Партия добилась назначения своего лидера Радека Йона министром внутренних дел, с чем новый премьер-министр Петр Нечас был несогласен.
Была распущена в 2015 году.

## Выборы

### Выборы в Чешской Республике

Результаты выборов в 2010 году по районам

#### Выборы вПалату депутатов Парламента Чешской Республики
| Год  | Голоса  | Голоса | Изменения | Изменения | Мандаты   | +/-     | Правительство | Примечания                                |
| Год  | Голоса  | %      | Голоса    | %         | Мандаты   | +/-     | Правительство | Примечания                                |
| ---- | ------- | ------ | --------- | --------- | --------- | ------- | ------------- | ----------------------------------------- |
| 2010 | 569 127 | 10,88  | Впервые   | Впервые   | 24 из 200 | Впервые | Да            | Коалиционное правительство с ODS и TOP 09 |

### Выборы вЕвропейский парламент
| Год  | Голоса | Голоса | Изменения | Изменения | Мандаты | +/-     | Примечания |
| Год  | Голоса | %      | Голоса    | %         | Мандаты | +/-     | Примечания |
| ---- | ------ | ------ | --------- | --------- | ------- | ------- | ---------- |
| 2009 | 56 636 | 2,40   | Впервые   | Впервые   | 0 из 21 | Впервые |            |
| 2014 | 6 988  | 0,46   | ▼ 49 648  | ▼ 1,94    | 0 из 21 | ▬       |            |